# MaXair
MaXair ist ein Fahrgeschäft von Huss Giant Frisbee in Cedar Point in Sandusky, Ohio, Vereinigte Staaten. Es ist eines von zwei HUSS Giant Frisbees in den Vereinigten Staaten, das andere ist Delirium in Kings Island.

## Fahrt
Zu Beginn des Zyklus wird ein beweglicher Boden abgesenkt, um Platz für die Bewegung des Fahrgeschäfts zu schaffen. Danach beginnt das Fahrgeschäft hin und her zu schwingen, während sich die kreisförmige Gondel dreht, wobei sie mit jedem Schwung an Höhe und Geschwindigkeit gewinnt. Am Gipfel erreichen die Fahrer eine Höhe von 43 m über dem Boden, obwohl die Struktur des Fahrgeschäfts nur 26 m hoch ist. Die Pendelbewegung treibt die Fahrer mit 110 km/h bis zu einem Bogen von 120 Grad hin und her, was sie zu einer der schnellsten Nicht-Achterbahnfahrten in Cedar Point macht. Am Ende des Zyklus verlangsamt sich das Pendel allmählich bis zum Stillstand und die Gondel hört auf, sich zu drehen. Sobald Pendel und Gondel an der Ladeposition geparkt sind, hebt sich der Boden und die Schulterbügel öffnen sich.
MaXair ist eine von mehreren Fahrten in Cedar Point, bei denen die Brille mit einem Sportgurt befestigt werden muss. Lose Gegenstände können in die Warteschlange gebracht werden, müssen jedoch in kleinen Fächern rund um die Gondel auf der Ladeplattform gesichert werden.
Die Fahrer werden mit einem Ratschen-Schultergurt und einem Ersatzsicherheitsgurt zwischen den Beinen gesichert. Zusätzlich zum Sicherheitsgurt enthalten die Rückhaltesysteme Sensoren, die den Beginn der Fahrt nur dann zulassen, wenn alle 50 Gurte über einen bestimmten Grenzwert geschlossen sind, der durch ein grünes Licht in der Nähe jedes Sitzes angezeigt wird.

## Einzelnachweis
1. ↑  maXair. CedarPoint.com, abgerufen am 1. November 2013.